# Echinovelleda chinensis
Echinovelleda chinensis är en skalbaggsart som beskrevs av Stefan von Breuning 1936. Echinovelleda chinensis ingår i släktet Echinovelleda och familjen långhorningar. Inga underarter finns listade i Catalogue of Life.